# Atabapo
Atabapo is een gemeente (Spaans: Municipio Autónomo) in de Venezolaanse staat Amazonas. De gemeente telt 12.500 inwoners. De hoofdplaats is San Fernando de Atabapo.